# Plantago trinitatis
Plantago trinitatis är en grobladsväxtart som beskrevs av Rahn. Plantago trinitatis ingår i släktet kämpar, och familjen grobladsväxter. Inga underarter finns listade i Catalogue of Life.